# Abraxas irrorata
Abraxas irrorata är en fjärilsart som beskrevs av Moore 1867. Abraxas irrorata ingår i släktet Abraxas och familjen mätare. Inga underarter finns listade i Catalogue of Life.